# Herman Theodor Lundgren
Herman Theodor Lundgren, född 1835 i Norrköping, död 1907 i Recife, var en svensk affärsman i Brasilien. 
Herman Theodor Lundgren var son till Johann Wilhelm Lundgren. Han grundade krutfabriken Pernambuco Powder Factory AS, den första privatägda krutfabriken i Brasilien. År 1904 grundade han även en textilfabrik, som efter hans död togs över av hans söner.
Lundgren var gift med Anna Elizabeth Stolzenwald, och deras son, Herman Theodor Lundgren d.y., grundade detaljhandelsbutiken Pernambucanas.